# فرودگاه شهری استن
فرودگاه شهری استن (به انگلیسی: Austin Municipal Airport) یک فرودگاه همگانی بهره‌برداری هوایی با کد یاتا AUM است که یک باند فرود بتن دارد و طول باند آن ۱۷۶۸ متر است. این فرودگاه در شهر آستین، مینه‌سوتا کشور ایالات متحده آمریکا قرار دارد و در ارتفاع ۳۷۶٫۱ متری از سطح دریا واقع شده‌است.